# Bilskov
Bilskov (dansk) eller Bilschau (tysk) er en landsby beliggende midtvejs mellem Jaruplund og Oversø i Lusangel i det centrale Sydslesvig. Administrativt hører Bilskov under Oversø Kommune i Slesvig-Flensborg kreds i den nordtyske delstat Slesvig-Holsten. I kirkelig henseende hører landsbyen under Oversø Sogn. Sognet lå i Ugle Herred (Flensborg Amt, Sønderjylland), da området tilhørte Danmark.
Bilskov er første gang nævnt 1577. Forleddet er substantiv oldnordisk bīldr, navn på forskellige vinkelformede redskaber, her måske plovskær. Ordet forekommer ofte i nordiske stednavne. Efterleddet -skov blev på tysk til -schau. 
Landsbyen er især kendt for sin kro, som kan fremvise en over 400-årig historie. Lidt vest for Bilskov Kro løber en del af Oksevejen, der 1582 anlagdes fra Bov om Flensborg By, sammen med Chauseen. Imellem Oversø og Bilskov var der den 24. april 1848 en større fægtning mellem danske og tyske tropper (→Træfningen ved Oversø). Den 23. juli 1850 holdtes der dansk krigsråd i Bilskov Kro . Under den 2. Slesvigske krig kom det den 6. februar 1864 igen til kamphandlinger mellem danskerne og tyskerne i området omkring Bilskov (→Slaget ved Sankelmark).
Under afstemningsdebatten i 1920 talte den dansk-slesvigske journalist Ernst Christiansen den 1. marts 1920 i Bilskov Kro .